# Allocapnia sano
Allocapnia sano är en bäcksländeart som beskrevs av Scott A.Grubbs 2006. Allocapnia sano ingår i släktet Allocapnia och familjen småbäcksländor. Inga underarter finns listade i Catalogue of Life.